# Streženice
Streženice (em húngaro: Kebeles) é um município da Eslováquia, situado no distrito de Púchov, na região de Trenčín. Tem 7,98 km² de área e sua população em 2018 foi estimada em 1.027 habitantes.

## Demografia
| Ano:        | 1994 | 2004    | 2014    | 2024    |
| ----------- | ---- | ------- | ------- | ------- |
| Broj ljudi: | 769  | 853     | 949     | 1105    |
| Razlika:    |      | +10,92% | +11,25% | +16,43% |

| Ano:               | 2023 | 2024   |
| ------------------ | ---- | ------ |
| Número de pessoas: | 1084 | 1105   |
| Diferença:         |      | +1,93% |